# 渚滑駅

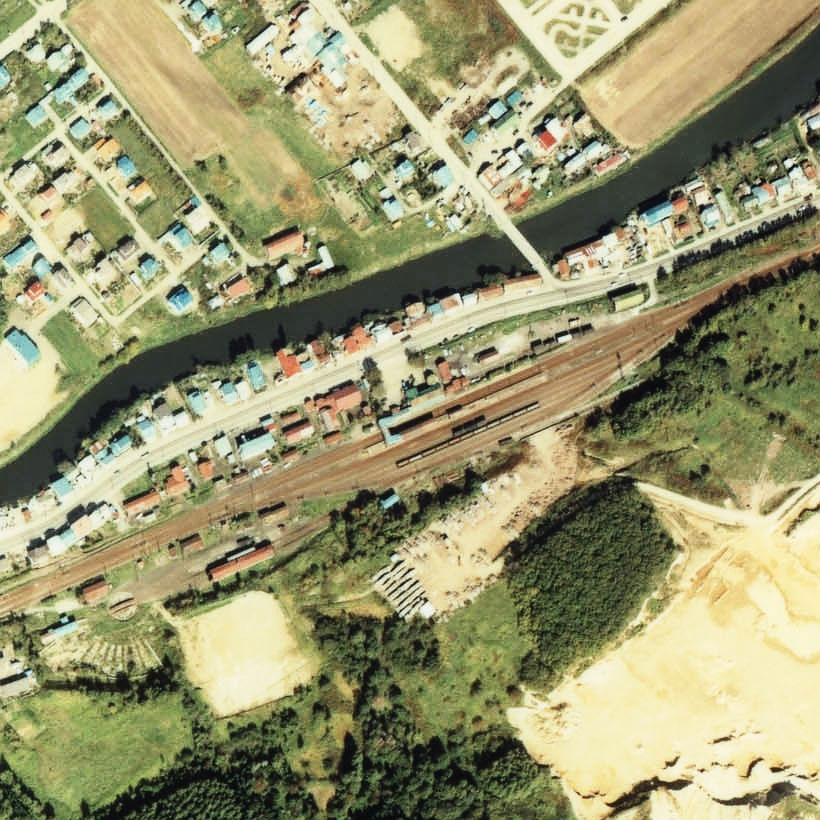
1978年の渚滑駅と周囲約500 m範囲。右が紋別方面。左は名寄方面と渚滑線北見滝ノ上方面。国鉄型配線2面3線と駅舎横の貨物ホームへ引込み線、多数の仕分け線を持つ。駅裏の機関区には、扇型車庫の跡と転車台が残っている。

渚滑駅（しょこつえき）は、北海道（網走支庁）紋別市渚滑町3丁目にかつて存在した、北海道旅客鉄道（JR北海道）名寄本線の駅（廃駅）である。事務管理コードは▲122116。1985年（昭和60年）までは渚滑線の分岐駅であった。

## 歴史
1980年（昭和55年）まで運行されていた急行「天都」、及び1986年（昭和61年）まで運行されていた急行「紋別」の停車駅であった。

### 年表
- 1921年（大正10年）
  - 3月25日：鉄道省、名寄東線の中湧別 - 興部間開通[2]に伴い開業[3]。一般駅[3]。
  - 10月5日：名寄東線が名寄線に編入され、同線の駅となる[2]。
- 1923年（大正12年）11月5日：名寄線が名寄本線に改称され、同線の駅となる[2]。また、渚滑線の当駅 - 北見滝ノ上駅間開通に伴い、同線の分岐駅となる[2]。渚滑機関庫設置[4]。
- 1932年（昭和7年）10月1日：渚滑機関庫が遠軽機関庫渚滑分庫となる[4]。
- 1949年（昭和24年）6月1日：日本国有鉄道に移管。
- 1960年（昭和35年）5月1日：渚滑機関支区廃止[4]。
- 1982年（昭和57年）11月15日：貨物の取り扱いを廃止[3]。
- 1984年（昭和59年）2月1日：荷物の取り扱いを廃止[3]。
- 1985年（昭和60年）4月1日：渚滑線廃止[2]。
- 1986年（昭和61年）11月1日：交換設備の運用を取りやめ、同時に無人駅化[5]。乗車券販売は簡易委託化。
- 1987年（昭和62年）4月1日：国鉄分割民営化により、JR北海道に継承[3]。
- 1989年（平成元年）5月1日：名寄本線の全線廃止[2]に伴い、廃駅となる[3]。

### 駅名の由来
当駅が所在していた地名、「渚滑町」より。地名は、アイヌ語の「ソー・コッ」（滝壺）に由来する。その滝壺から砂金が産出し、鴻之舞金山の起源となった。

## 駅構造
廃止時点で、1面1線の単式ホームと線路を有する地上駅であった。ホームは、線路の北側（遠軽方面に向かって左手側）に存在した。
国鉄時代末期に無人化されるまでは、単式ホーム・島式ホームを複合した計2面3線のホームと線路を有する、列車交換可能な交換駅であった。互いのホームは、駅舎側ホーム西側と島式ホーム西側を結んだ跨線橋で連絡した。1983年（昭和58年）時点では、駅舎側単式ホーム（北側）が下りの1番線、島式ホーム駅舎側が上りの2番線、外側が渚滑線発着の上下共用3番線となっていた。3番線の外側（山側）に旧貨物側線を5線有し、そこから車庫線などの行き止まりの側線も数線有した。そのほか、1番線の遠軽方から分岐し駅舎東側のホーム切欠き部分の貨物ホームへの貨物側線を1線有していた。
無人駅となっていたが、有人駅時代の駅舎が残っていた。駅舎は構内の北側に位置し、ホーム中央部分に接していた。改札口は西側1箇所にあった。

## 利用状況
乗車人員の推移は以下のとおり。年間の値のみ判明している年については、当該年度の日数で除した値を括弧書きで1日平均欄に示す。乗降人員のみが判明している場合は、1/2した値を括弧書きで記した。
| 年度               | 乗車人員 | 乗車人員 | 出典  | 備考 |
| 年度               | 年間     | 1日平均  | 出典  | 備考 |
| ------------------ | -------- | -------- | ----- | ---- |
| 1978年（昭和53年） |          | 187      | [ 7 ] |      |

## 駅弁
1935年（昭和10年）から1978年（昭和53年）まで、駅前の食堂の村上待合所が帆立めしを駅弁として販売していた。

## 駅周辺
- 国道238号（オホーツク国道）[8]
- 国道273号（渚滑国道）[8]
- 紋別市役所渚滑出張所
- 紋別警察署渚滑駐在所
- 渚滑郵便局
- 北見信用金庫渚滑出張所
- 紋別市立渚滑中学校
- 紋別市立渚滑小学校
- 渚滑川[8]
- オムサロ原生花園 - 駅から北西に約2.8km[6]。

### バス路線
- 流氷もんべつ号
  - 「渚滑」停留所：旭川・札幌方面
- 北紋バス
  - 「渚滑4丁目」停留所：興部・雄武方面、滝上方面、紋別市内方面

## 駅跡地の再開発

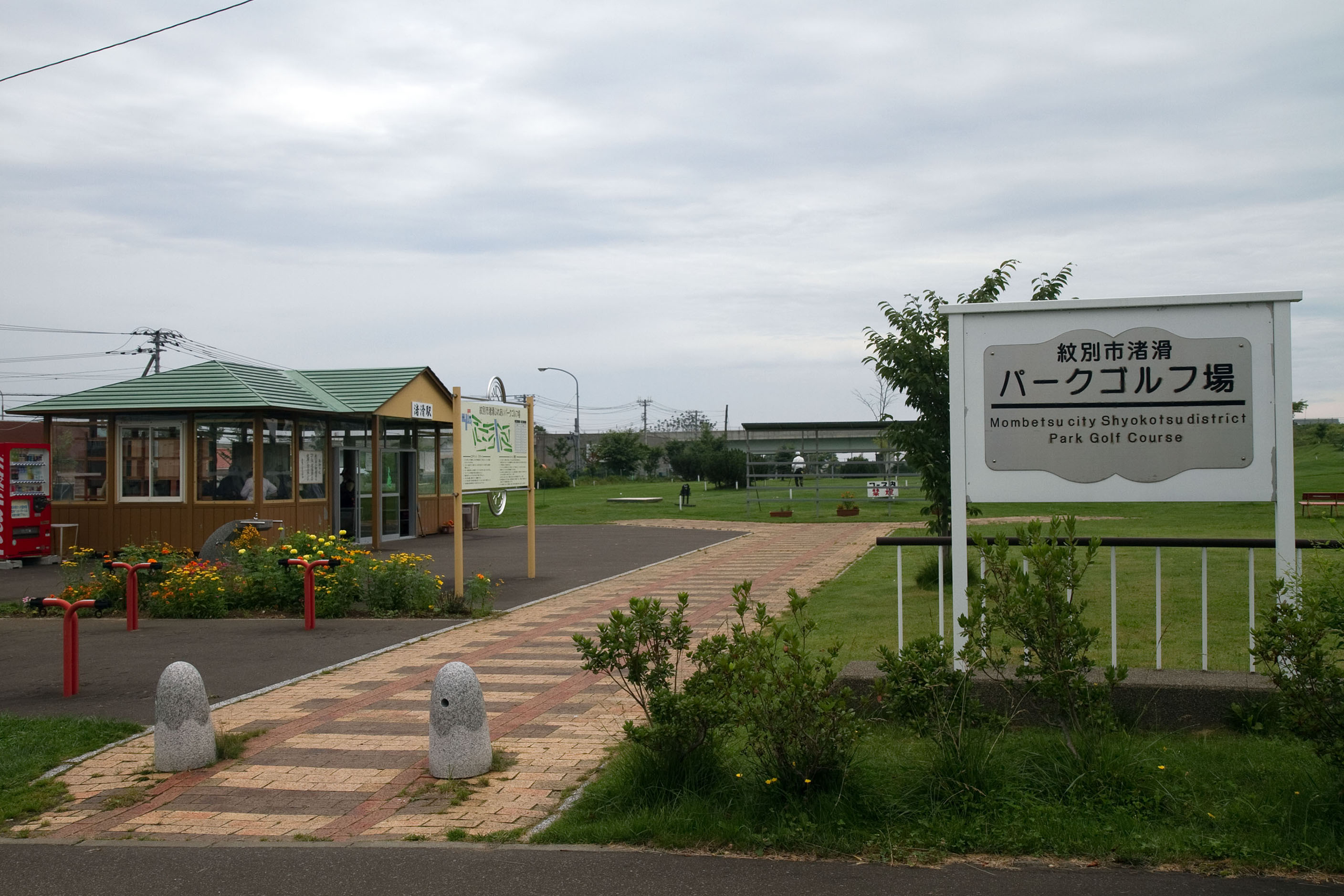
「紋別市渚滑ふれあいパークゴルフ場」などとして利用されている渚滑駅跡地。パークゴルフ場休憩所には旧駅にちなみ「渚滑駅」の看板が掲げられている（2010年8月）

名寄本線が廃止となった後、当駅の旧駅本屋はバスの待合所として活用された。この他、旧駅構内は渚滑パークゴルフ協会が管理するパークゴルフコースとなり、1991年12月からは市民有志によって冬季間、旧機関庫を「旧渚滑駅機関庫跡室内パークゴルフ場」として利用するようになった。機関庫内の室内パークゴルフ場は現在も地元住民の同好会が管理し、毎年12月から翌年4月まで開放されている。
当駅の跡地は渚滑地区の中心部にあることから跡地利用が課題となっていたが、紋別市は1997年度から再開発に着手した。駅本屋は同年解体され、1999年までに市食品加工センター（うまいっしょ工房）、渚滑高齢者ふれあいセンター、バス待合所が入る紋別市渚滑総合交流促進施設とオホーツク農業共済組合紋別家畜診療所が建設されたほか、パークゴルフコースが「渚滑ふれあいパークゴルフ場」として再整備された。
紋別市は2004年度、渚滑ふれあいパークゴルフ場などの周辺再整備を行い、この際、市が紋別市運動公園（紋別市南が丘町7丁目）で静態保存していた9600形蒸気機関車（69644）が移設された。同機は国鉄から1975年に無償貸与されたもので、老朽化が進んだため、所管する紋別市教育委員会は機関車を解体して車体の一部のみを保存することにしていたが、全国のSLファンから完全保存を求める声があがり、市教委が方針を転換して補修の上、渚滑駅跡地に移して保存した。
渚滑線跡は、現在も一部が築堤として残存している。1985年の同線廃止後、レールなどの設備はいったんすべて撤去されたが、駅から数百メートル西方の渚滑小学校地内の校門と運動場の間を横切っていたことから、地元の渚滑小・中学校PTAが「全国で唯一鉄道が走っていた学校」を後世に伝えようと国鉄からレールや踏切遮断機、信号機、駅名標などを譲り受け、校地内の渚滑線跡地に1989年、線路（約30メートル）を復元して保存している。

## 隣の駅
北海道旅客鉄道
名寄本線
富丘駅 - 渚滑駅 - 潮見町駅
かつて富丘駅（当時は仮乗降場）と当駅との間に川向仮乗降場（かわむかいかりじょうこうじょう）が存在した（開業年月日不詳（1956年（昭和31年）11月19日には存在していた）、1966年（昭和41年）3月（日付不詳）廃止）。
日本国有鉄道
渚滑線
渚滑駅 - 元西仮乗降場 - 下渚滑駅